# Роджерс-Сіті (Мічиган)
Роджерс-Сіті (англ. Rogers City) — місто (англ. city) в США, в окрузі Преск-Айл штату Мічиган. Населення — 2850 осіб (2020).

## Географія
Роджерс-Сіті розташований за координатами 45°25′4″ пн. ш. 83°48′17″ зх. д. / 45.41778° пн. ш. 83.80472° зх. д. (45.417699, -83.804751).  За даними Бюро перепису населення США в 2010 році місто мало площу 21,62 км², з яких 11,71 км² — суходіл та 9,90 км² — водойми.

### Клімат
| Клімат : Роджерс-Сіті   | Клімат : Роджерс-Сіті | Клімат : Роджерс-Сіті | Клімат : Роджерс-Сіті | Клімат : Роджерс-Сіті | Клімат : Роджерс-Сіті | Клімат : Роджерс-Сіті | Клімат : Роджерс-Сіті | Клімат : Роджерс-Сіті | Клімат : Роджерс-Сіті | Клімат : Роджерс-Сіті | Клімат : Роджерс-Сіті | Клімат : Роджерс-Сіті | Клімат : Роджерс-Сіті |
| Показник                | Січ.                  | Лют.                  | Бер.                  | Квіт.                 | Трав.                 | Черв.                 | Лип.                  | Серп.                 | Вер.                  | Жовт.                 | Лист.                 | Груд.                 | Рік                   |
| Абсолютний максимум, °C | 12,8                  | 15,6                  | 23,9                  | 33,9                  | 35,0                  | 37,8                  | 37,8                  | 37,8                  | 35,0                  | 30,6                  | 24,4                  | 17,2                  | 37,8                  |
| Середній максимум, °C   | −2,8                  | −1,7                  | 2,8                   | 10,0                  | 17,2                  | 22,8                  | 25,6                  | 24,4                  | 20,0                  | 13,3                  | 6,1                   | −0,6                  | 11,5                  |
| Середній мінімум, °C    | −11,7                 | −12,2                 | −7,2                  | −1,1                  | 5,0                   | 10,0                  | 13,3                  | 12,8                  | 8,3                   | 3,3                   | −1,7                  | −7,8                  | 1,0                   |
| Абсолютний мінімум, °C  | −31,1                 | −38,3                 | −25,6                 | −16,7                 | −3,9                  | −1,1                  | 5,0                   | 0,6                   | −1,7                  | −6,7                  | −15,6                 | −30                   | −38,3                 |
| Норма опадів, мм        | 47                    | 31                    | 47                    | 55                    | 65                    | 68                    | 75                    | 93                    | 75                    | 65                    | 51                    | 51                    | 723                   |
| ----------------------- | --------------------- | --------------------- | --------------------- | --------------------- | --------------------- | --------------------- | --------------------- | --------------------- | --------------------- | --------------------- | --------------------- | --------------------- | --------------------- |
| Джерело:                |                       |                       |                       |                       |                       |                       |                       |                       |                       |                       |                       |                       |                       |

## Демографія
Згідно з переписом 2010 року, у місті мешкало 2827 осіб у 1328 домогосподарствах у складі 800 родин. Густота населення становила 131 особа/км².  Було 1628 помешкань (75/км²).
Расовий склад населення:
| - 97,3 % — білих - 0,7 % — азіатів - 0,6 % — чорних або афроамериканців - 0,5 % — корінних американців |

До двох чи більше рас належало 0,8 %. Частка іспаномовних становила 0,8 % від усіх жителів.
За віковим діапазоном населення розподілялося таким чином: 15,7 % — особи молодші 18 років, 55,3 % — особи у віці 18—64 років, 29,0 % — особи у віці 65 років та старші. Медіана віку мешканця становила 51,9 року. На 100 осіб жіночої статі у місті припадало 91,3 чоловіків;  на 100 жінок у віці від 18 років та старших — 89,5 чоловіків також старших 18 років.
Середній дохід на одне домашнє господарство  становив 48 361 долар США (медіана — 39 063), а середній дохід на одну сім'ю — 60 502 долари (медіана — 48 269). Медіана доходів становила 38 200 доларів для чоловіків та 28 929 доларів для жінок. За межею бідності перебувало 13,7 % осіб, у тому числі 22,7 % дітей у віці до 18 років та 2,5 % осіб у віці 65 років та старших.
Цивільне працевлаштоване населення становило 999 осіб. Основні галузі зайнятості: освіта, охорона здоров'я та соціальна допомога — 25,1 %, виробництво — 13,1 %, мистецтво, розваги та відпочинок — 9,9 %, роздрібна торгівля — 9,8 %.